# Сосняжное
Сосняжное — упразднённая деревня в Гороховецком районе Владимирской области России.

## География
Урочище находится в восточной части области, в зоне хвойно-широколиственных лесов, на левом берегу реки Вынец (левый приток Виши), к северу от автодороги 17К-2, на расстоянии 39 километров (по прямой) к юго-западу от города Вязники, административного центра района.

### Климат
Климат характеризуется как умеренно континентальный. Средняя температура воздуха самого холодного месяца (января) — −11,2 °C (абсолютный минимум — −45 °С), средняя температура воздуха самого тёплого месяца (июля) — +18,4 °С (абсолютный максимум — +38 °С). Безморозный период длится около 139 дней. Годовое количество атмосферных осадков составляет около 556 мм, из которых 387 мм выпадает в период с апреля по октябрь. Снежный покров держится в среднем около 149 дней.

## История
В «Списке населенных мест Владимирской губернии по сведениям 1859 года» населённый пункт упомянут как владельческая деревня Гороховецкого уезда, расположенная в 38 верстах от уездного города. В деревне насчитывалось 144 двора и проживало 123 человека (63 мужчины и 81 женщина).
По состоянию на 1905 год, в Сосняжном имелось 38 дворов и проживало 276 человек. В административном отношении деревня входила в состав Святской волости.
По данным 1926 года, в деревне имелось 62 крестьянских хозяйства и проживало 280 человек (120 мужчин и 160 женщин). Являлась центром Сосняжского сельсовета Татаровской волости Муромского уезда.
На момент упразднения входила в состав Святского сельсовета Гороховецкого района. Упразднена решением облисполкома № 773 от 26 июня 1974 года как фактически не существующая.